# Gilles Kepel
Gilles Kepel (født 30. juni 1955 i Paris) er en fransk politolog med speciale i Islam og nutidens arabiske verden. Han er professor på Institut d'études politiques de Paris (Sciences Po) og medlem af Institut universitaire de France.

## Biografi
Gilles Kepel er uddannet indenfor arabisk  og filosofi og besidder to doktorater i henholdsvis sociologi og statskundskab. Han har undervist på New York University i 1994, på Columbia University, også i New York, i 1995 og 1996, og som professor i historie og internationale relationer ved London School of Economics i 2009-2010.
Han er forfatter til flere bøger siden sin første bog Le Prophète et Pharaon : les mouvements islamistes dans l'Égypte contemporaine, som udkom i 1984, hans bøger er udgivet over hele verden. Dog kun en enkelt på dansk.
I hans bog Jihad (2000), studerer han islams politiske udvikling og overvejer om radikalisereingen er et tegn på forfald mere end et tegn på øget magt. Denne teori fastholder han i tiden efter Terrorangrebet den 11. september 2001, og i efterfølgeren til Jihad Fitna fra 2004, i hvilken han beskriver islamisme som en form for borgerkrig i hjertet af islam.
Han skriver ofte iLe Monde, New York Times, La Repubblica, El País og i flere arabiske medier. I 2012, bragte France Culture en kronik af ham med titlen "Verden ifølge Gilles Kepel", som var helliget en beskrivelse af nutidens arabiske verden efter revolutionerne og de andre omvæltninger, der fandt sted i 2011.
Gilles Kepel er medlem af præsidiet i Institut du monde arabe og er leder af Kuwaitstudierne på Science Po.
I marts 2012, blev han for en to-årig periode medlem af det rådgivende råd om økonomi, social politik og miljør.

### Hædersbevisninger
- 2013 : Prisen Pétrarque de l'essai France Culture[5]

## Udgivelser
- Le Prophète et Pharaon. Les mouvements islamistes dans l'Égypte contemporaine (fransk). Paris: La Découverte. 1984.
- Les Banlieues de l'islam. Naissance d'une religion en France (fransk). Paris: Seuil. 1987.
- La Revanche de Dieu. Chrétiens, juifs et musulmans à la reconquête du monde (på dansk: Gud tager revanche), Seuil (fransk). Paris. 1991.
  -  : Gud tager revanche. Gyldendal. ISBN 9788700048348. (dansk)
- À l'ouest d'Allah (fransk). Paris: Seuil. 1994.
- Jihad. Expansion et déclin de l'islamisme (fransk). Paris: Gallimard. 2000.
- Chronique d'une guerre d'Orient (fransk). Paris: Gallimard. 2002.
- Fitna. Guerre au cœur de l'islam (fransk). Paris: Gallimard. 2004.
- Terreur et martyre. Relever le défi de civilisation (fransk). Paris: Flammarion. 2008.
- Banlieue de la République. Société, politique et religion à Clichy-sous-Bois et Montfermeil (fransk). Paris: Gallimard. 2012.
- Quatre-vingt-treize (fransk). Paris: Gallimard. 2012.
- Passion arabe (fransk). Paris: Gallimard. 2013.
- Passion française. La voix des cités (fransk). Paris: Gallimard. 2014.
- Passion en Kabylie (fransk). Gallimard, collection Témoins. 2014.
- Edgar Morin, Régis Debray, Michel Onfray, Olivier Weber, Jean-Christophe Rufin, Tahar Ben Jelloun, Philippe Rey (2015). Qui est Daech? (fransk).
- Terreur dans l'Hexagone, Genèse du djihad français (fransk). Paris: Gallimard. 2016.

### Redaktør på værker
- Les Musulmans dans la société française (fransk). Paris: Presses de Sciences-Po. 1988.
- Intellectuels et militants de l'islam contemporain (fransk). Paris: Seuil. 1990.
- Les Politiques de Dieu (fransk). Paris: Seuil. 1993.
- Exils et royaumes. Les appartenances au monde arabo-musulman aujourd'hui (fransk). Paris: Presses de Sciences-Po. 1994.
- Al-Qaida dans le texte (fransk). Paris: Presses universitaires de France. 2005.